# Acanthiza robustirostris
La acantiza pizarrosa (Acanthiza robustirostris) es una especie de ave en la familia Pardalotidae. Es endémica de Australia. No se encuentra amenazado.